# Wireworld

Dois diodos do "mundo dos fios", o de cima na direção condução e abaixo na de não-condução

WireWorld, ou "mundo dos fios", é uma regra de autômato celular descrita inicialmente por Brian Silverman em 1987.
Basicamente o mundo dos fios consiste em uma matriz infinita, na prática o quão grande você desejar, onde cada célula da matriz pode assumir somente quatro valores diferentes. chamados de "vazio", "fio", "cauda" e "cabeça". A célula vazia(vazio) é um local onde não existe nada, nem fios nem impulsos lógicos; A célula com fio é onde os impulsos trafegam, e "cauda" e "cabeça" são as duas partes do impulso necessárias para definir em um determinado estado a direção do inpulso no fio.
Estes valores interagem entre si e mudam de acordo com quatro regras descritas a seguir:
- 1. Uma célula vazia sempre continuará vazia.

- 2.  Uma célula contendo "cabeça" sempre se tornará "cauda".

- 3. Uma célula contendo "cauda" sempre se tornará "fio".

- 4. Uma céula contendo "fio" se tornará "cabeça" se houver uma ou duas cabeças vizinhas (8 vizinhos), senão permanecerá fio.

As regras são simples, com exceção da quarta regra que exige um pouco mais de esforço para compreender, a cada ciclo de processamendo do WireWorld estas regras são aplicadas em todas as células da matriz do mundo. Utilizando estas regras simples é possível construir operações lógicas básicas e até flip-flops, consequentemente criar sistemas lógicos complexos

2 Geradores Relógio e uma porta XOR

Links
- O Computador WireWorld
- WireWorld em mathworld